# 사랑이 머무는 곳에 (2010년 영화)
《사랑이 머무는 곳에》(Ice Castles)는 캐나다에서 제작된 도널드 라이 감독의 2010년 비디오 영화 드라마, 멜로/로맨스 영화이다. 테일러 퍼스 등이 주연으로 출연하였고 마이클 마호니 등이 제작에 참여하였다. 동명의 1978년 영화의 리메이크 작품으로서 이 작품 또한 라이가 감독을 맡았다.

## 출연

### 주연
- 테일러 퍼스
- 롭 마이에스

### 조연
- 이브 크로포드
- 헨리 제니
- 질리언 페리어
- 마이클 히긴스
- 타비아나 존스
- 모건 켈리
- 에이미 커
- 미셸 콴
- 매튜 럼리
- 로라 너즈
- 몰리 오버스타
- 그레고리 리처드슨
- 마이클 레이 폭스
- 케빈 쿠마-미지어

## 기타
- 미술: 더그 맥컬러프
- 세트: 브라이언 엔맨
- 의상: 마샤 커리
- 배역: 제이슨 나이트
- 배역: 몰리 로패타